# Sentai Filmworks
Sentai Filmworks ist ein US-amerikanischer Filmverlag, der auf japanische Animefilme und -serien spezialisiert ist.
Sentai wurde 2008 von dem texanischen Unternehmer John Ledford in Houston gegründet. Der Verlag lizenziert japanische Animes für den englischsprachigen Raum und synchronisiert diese in Englisch und zum Teil auch in Spanisch. Sentai veröffentlicht eigene DVD-Reihen oder streamt auf den Plattformen HiDive und Prime Video. Seit 2014 verfügt das Unternehmen mit den Sentai Studios über ein eigenes Synchronstudio.

## Veröffentlichungen (Auswahl)
- Akame ga Kill!
- Azumanga Daioh
- The Big O
- Bloom into you
- Clannad
- Elfen Lied
- Food Wars! Shokugeki no Soma
- Guardian of the Spirit
- Haikyu!!
- Who is Sakamoto?
- K-On!
- Ginga Eiyū Densetsu
- Chūnibyō Demo Koi ga Shitai!
- Made in Abyss
- No Game No Life
- Parasyte – Kiseijuu
- Love Trouble
- Watamote